# Terence Nelson Smith
Terence Nelson Smith, britanski general, * 1899, † 1969.